# Santi Biagio e Carlo ai Catinari (títol cardenalici)
Santi Biagio e Carlo ai Catinari és un títol cardenalici instituït pel papa Joan XIII el 2 de desembre de 1959. N'han sigut titulars:
- Arcadio María Larraona y Saralegui, C.M.F. (1959-1969)
- Luigi Raimondi (1973 - 1975)
- Giuseppe Maria Sensi (1976)-1987
- Angelo Felici (1988-2007)
- Leonardo Sandri (2007)